# Eileithyia

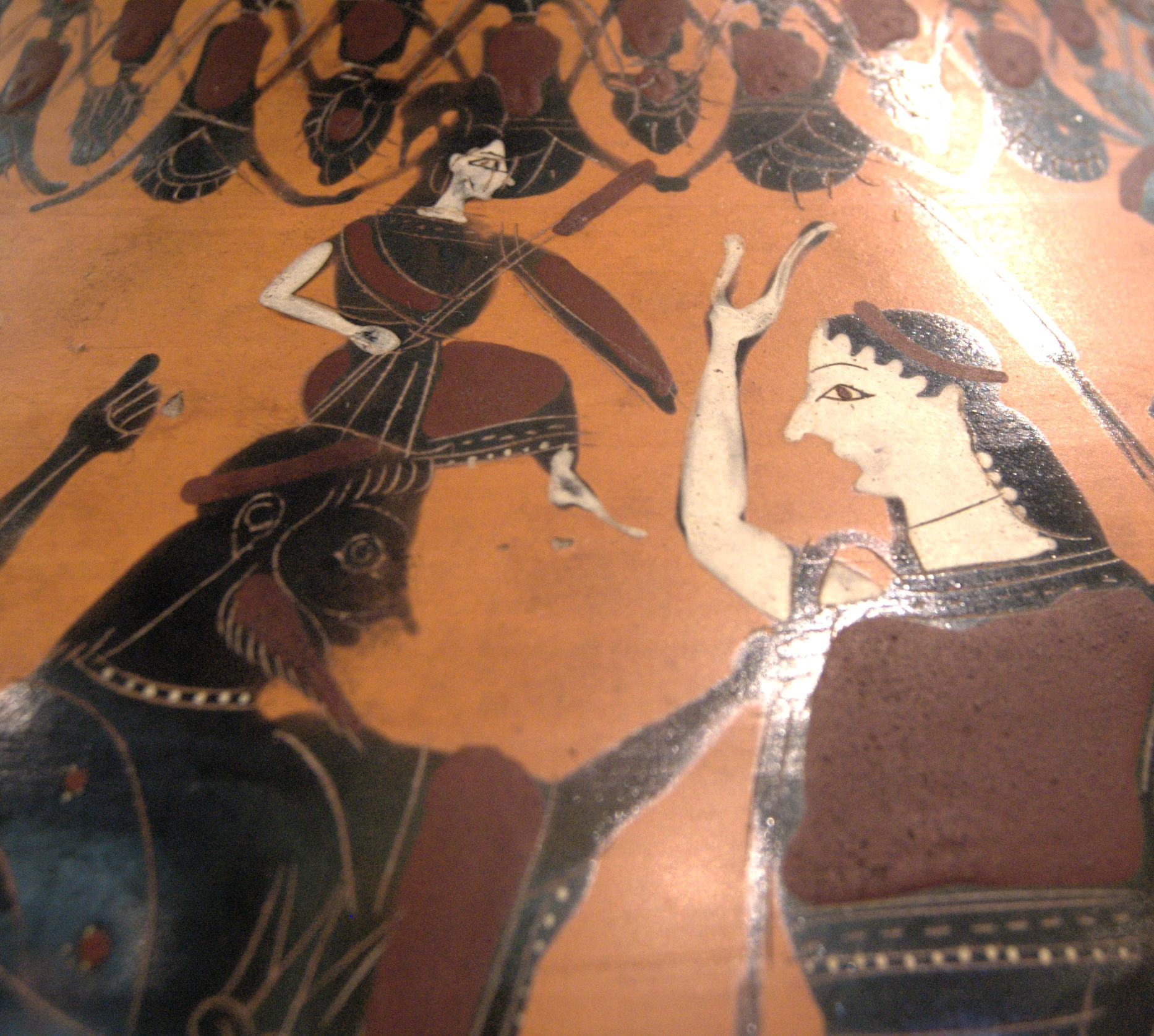
Athena wird aus dem Kopf des Zeus geboren, rechts Eileithyia, Amphora, 6. Jahrhundert v. Chr., Louvre F 32

Eileithyia (altgriechisch Εἰλείθυια Eileíthyia, auch Ilithyia, mykenisch 𐀁𐀩𐀄𐀴𐀊 E-re-u-ti-ja, dorisch Ἐλευθ(υ)ία Eleuth(y)ía, deutsch ‚die [zu Hilfe] Kommende‘, oder von einem vorgriechischen Namen, öfter auch im Plural erscheinend als Eileithyiai) war in der griechischen Mythologie die Göttin der Geburt.

## Mythos
Eileithyia ist die Tochter des Zeus und der Hera, ihre Geschwister waren Hebe und Ares. Nach Homer waren die Eileithyiai Töchter der Hera. Der Geburtsort der Eileithyia war auf Kreta in der Höhle von Amnissos.
Als Alkmene ein Kind von Zeus erwartete, wurde Eileithyia von Zeus’ Gattin Hera dazu verpflichtet, die Niederkunft zu verhindern. Brennende Eifersucht war der Grund dazu. Sie hasste den Säugling Herakles nämlich von Anfang an, auch später noch, als er der klassische Held war. Eileithyia setzte sich vor Alkmenes Kammer und kreuzte Finger, Arme sowie auch die Beine. Damit war eine Geburt nicht möglich, und Alkmene litt sieben Tage lang Höllenqualen, weil sie nicht niederkommen konnte. Ihre Magd Galanthis aber merkte etwas und rief aus: „Das Kind ist da, es ist ein Knabe!“ Eileithyia sprang entsetzt auf, um zu sehen, wie das passiert sein konnte, löste dabei ihren Zauber und machte die Geburt des Herakles endlich möglich. Zur Strafe für den Betrug an der Göttin wurde Galanthis in ein Wiesel oder Ichneumon verwandelt.
Auch bei der Entbindung Letos, als diese mit Artemis und Apollon niederkommen sollte, beauftragte Hera aus Eifersucht Eileithyia, die Geburt hinauszuzögern.

## Kult
Sie wurde als Beschützerin gebärender Frauen besonders auf Kreta in der Eileithyia-Höhle bei Amnissos und in Lakonien verehrt. Auch in Hermione auf der Peloponnes soll es Heiligtümer für Eileithyia gegeben haben. Laut einem Bericht des Pausanias wurden ihr dort jeden Tag mit Weihegeschenken und Räucherungen Opfer dargeboten. Niemand außer den Priesterinnen dieser Heiligtümer durfte das Kultbild sehen.
Der Eileithyia entspricht die römische Lucina.